# يوهانا ماجنوسون
يوهانا ماجنوسون (بالسويدية: Johanna Magnusson)‏ هي لاعبة كرة الريشة سويدية، ولدت في 15 نوفمبر 1998 في مالمو في السويد.

## وصلات خارجية
- يوهانا ماجنوسون على موقع BWF.tournamentsoftware.com (الإنجليزية)
- يوهانا ماجنوسون على موقع BWFbadminton.com (الإنجليزية)